# Charon (группа)
Charon — финская готик-метал-группа. Создана в 1992 году Антти Карихталой, Теему Хаутамаки, Паси Сипилой и Яссе фон Хастом. Наибольшую известность приобрёл сингл «Little Angel», а видео на эту песню заняло первое место в скандинавском чарте.
Летом 2011 года группа завершила творческую деятельность, мотивируя этот поступок отсутствием новых идей для репертуара. До распада группа вела активную концертную деятельность, в том числе выступала с Sentenced, Nightwish, Moonspell. Музыканты Charon неоднократно бывали в России.

## Состав группы
- Юха-Пекка Леппалуото — вокал, клавишные
- Лаури Туохимаа — гитара
- Антти Карихтала — барабаны
- Теему Хаутамаки — бас-гитара

Бывшие участники:
- Паси Сипила — гитара (1992—2009)
- Яссе фон Хаст — гитара (1992—2003)

## Дискография
- 1998 — Sorrowburn
- 2000 — Tearstained
- 2001 — Downhearted
- 2003 — The Dying Daylights
- 2005 — Songs for fhe Sinners
- 2005 — «Ride on Tears» (сингл)
- 2010 — A-Sides, B-Sides & Suicides

## Каверына Charon
| №  | Песня     | Группа     | Альбом       | Год  |
| -- | --------- | ---------- | ------------ | ---- |
| 1. | As We Die | Abyssphere | «Тени и сны» | 2010 |
| 2. | Rain      | The Lust   |              | 2018 |